# Nati nel 2000/Senza giorno specificato
| Questa pagina contiene informazioni ricavate automaticamente dalle voci biografiche con l'ausilio del template Bio e di un bot. L'aggiornamento è periodico e automatico e ricostruisce completamente la pagina. Se manca una persona in questa lista, sei pregato di non aggiungerla, ma accertati piuttosto che la sua voce biografica contenga il template Bio e che i dati anagrafici siano correttamente compilati. Se il template Bio manca, inseriscilo tu stesso o, in alternativa, metti l'avviso {{tmp\|Bio}} che ne segnala la mancanza. Se i dati riportati sono sbagliati, correggi direttamente la voce biografica; le modifiche saranno visibili in questa lista entro pochi giorni. Per chiarimenti vedi il progetto biografie. La lista contiene solo le 84 persone che sono citate nell'enciclopedia e per le quali è stato implementato correttamente il template Bio. Pagina aggiornata al 1 gen 2023. |

- Jefferson Arce, calciatore ecuadoriano
- Brian Asamoah, giocatore di football americano statunitense
- Aaron Astudillo, calciatore cileno
- Joël Ayayi, cestista francese
- Loïc Badé, calciatore francese
- R.J. Barrett, cestista canadese
- Manisha Bhanwala, lottatrice indiana
- Artem Bondarenko, calciatore ucraino
- Daniel Bîrligea, calciatore rumeno
- Leonardo Campana, calciatore ecuadoriano
- Catalina, wrestler cilena
- Luka Cerovina, cestista serbo
- Nikos Chougkaz, cestista greco
- Eloisa Coiro, velocista e mezzofondista italiana
- Andrea Colleluori, pallamanista italiano
- Tjay De Barr, calciatore gibilterriano
- Alfa, cantante e cantautore italiano
- Nakobe Dean, giocatore di football americano statunitense
- Dario Dester, multiplista italiano
- Thierno Diallo, ginnasta guineano
- Tiago Djaló, calciatore portoghese
- Mariana Drăguțan, lottatrice moldava
- Greg Dulcich, giocatore di football americano statunitense
- Amir Hossein Firouzpour, lottatore iraniano
- Phil Foden, calciatore inglese
- Hugo Gaston, tennista francese
- Tsige Gebreselama, mezzofondista etiope
- Dovydas Giedraitis, cestista lituano
- Alec Greven, scrittore statunitense
- Erling Haaland, calciatore norvegese
- Aref Habibollahi, lottatore iraniano
- Dalibor Ilić, cestista bosniaco
- Iván Jaime, calciatore spagnolo
- Rokas Jokubaitis, cestista lituano
- Tre Jones, cestista statunitense
- Tomas Kalinauskas, calciatore lituano
- Dimitrije Kamenović, calciatore serbo
- Alperen Karahan, pesista turco
- Moise Kean, calciatore italiano
- Thomas King, attore e modello guineano
- Mateo Klimowicz, calciatore tedesco
- Akbar Kurbanov, lottatore kazako
- Artūrs Kurucs, cestista lettone
- Anton Kvitkovskich, cestista russo
- Joël Latibeaudiere, calciatore inglese
- A.J. Lawson, cestista canadese
- DeMarvin Leal, giocatore di football americano statunitense
- Kira Lewis, cestista statunitense
- Jamoi Topey, calciatore giamaicano
- Jon López, attore, musicista e modello spagnolo
- Haik Martirosyan, scacchista armeno
- Milkesa Mengesha, maratoneta e mezzofondista etiope
- Nikita Michajlovskij, cestista russo
- Santiago Micolta, calciatore ecuadoriano
- Timotej Múdry, calciatore slovacco
- Naveen Naveen, lottatore indiano
- Neeraj Neeraj, lottatore indiano
- Cas Odenthal, calciatore olandese
- Giorgio Olivieri, martellista italiano
- George Pardo, calciatore ecuadoriano
- Zoran Paunović, cestista serbo
- Marko Pecarski, cestista serbo
- Reggie Perry, cestista statunitense
- Claudiu Petrila, calciatore rumeno
- Filip Petrušev, cestista serbo
- Gonzalo Plata, calciatore ecuadoriano
- Jackson Porozo, calciatore ecuadoriano
- Malia Pyles, attrice statunitense
- Wellington Ramírez, calciatore ecuadoriano
- Jordan Rezabala, calciatore ecuadoriano
- Federico Riva, mezzofondista italiano
- Carlos Salomón, calciatore cileno
- Clément Secchi, nuotatore francese
- Bernardo Martins Sousa, calciatore portoghese
- Chiquinho, calciatore portoghese
- Tetê, calciatore brasiliano
- Uroš Trifunović, cestista serbo
- Petros Tsitsipas, tennista greco
- Ștefan Târnovanu, calciatore rumeno
- Erikas Venskus, cestista lituano
- Carolina Visca, giavellottista italiana
- Suresh Singh Wangjam, calciatore indiano
- Ali Akbar Yousefi, lottatore iraniano
- Barış Alper Yılmaz, calciatore turco